# 427 f.Kr.

## Händelser

### Efter plats

#### Grekland
- Agis II efterträder sin far Archidamos II som kung av Sparta.
- Efter att Mytilene har kapitulerat till Aten insisterar den atenske ledaren Kleon på att staden ska förstöras. Som svar på ett antal atenska medborgares förböner ändras Kleons dekret att krossa Mytilenes befolkning till att endast ledarna för stadens uppror avrättas.
- Plataiai kapitulerar för spartanerna och thebarna efter att dess garnison nästan har svultit ihjäl. Över 200 fångar avrättas och Plataiai förstörs.
- Inbördeskriget på Korkyra, som både atenarna och spartanerna utan resultat har lagt sig i, slutar med seger för demokraterna (som förespråkar en allians med Aten) över oligarkerna.
- I ett försök att hindra Sparta att komma åt siciliansk säd svarar Aten på en bön om hjälp från en delegation från staden Leontini, ledd av sofisten och retorikern Gorgias. Leontini hotas nämligen av Syrakusa som är allierat med Sparta. Den atenska expeditionen, ledd av generalen Laches, är dock inte till så stor hjälp. Laches ställs sedan inför rätta av Kleon för sitt misslyckande i att bevaka de atenska intressena på Sicilien.

#### Romerska republiken
- Quaestorsämbetet öppnas för plebejer.

### Efter ämne

## Födda
- Platon, grekisk filosof (död omkring 347 f.Kr.)
- Xenofon, grekisk historiker, soldat, legoknekt och beundrare av Sokrates (död 354 f.Kr.)

## Avlidna
- Archidamos II, kung av Sparta sedan 476 f.Kr.